# 太阳带联盟
太阳带联盟（英語：Sun Belt Conference，SBC），是美国一个大学体育竞技联盟，属于NCAA第一级别，而在美式橄榄球运动中则属于美式足球碗赛分区。联盟于1976年成立。联盟成员主要分布在美国南部。

## 运动
联盟分别资助NCAA认可的九项男子及九项女子运动。一间院校为联系会员。

## 美式橄榄球
在美式橄榄球运动中，联盟中参与成员会分为两组作赛，分别为东组及西组。